# Horst Wolter
Horst Wolter (* 8. června 1942, Berlín) je bývalý německý fotbalový brankář.

## Fotbalová kariéra
V německé bundeslize chytal za Eintracht Braunschweig a Herthu BSC, nastoupil ve 243 ligových utkáních. S Eintrachtem Braunschweig vyhrál v roce 1967 Bundesligu. V Poháru mistrů evropských zemí nastoupil v 5 utkáních a v Poháru UEFA nastoupil také v 5 utkáních. Za německou reprezentaci nastoupil v letech 1967–1970 ve 13 utkáních. Byl členem západoněmecké reprezentace na Mistrovství světa ve fotbale 1970, nastoupil v utkání proti Uruguayi.

## Ligová bilance
| Ročník                                 | Zápasy | Góly | Klub                   |
| -------------------------------------- | ------ | ---- | ---------------------- |
| Německá fotbalová Bundesliga 1963/1964 | 1      | 0    | Eintracht Braunschweig |
| Německá fotbalová Bundesliga 1964/1965 | 7      | 0    | Eintracht Braunschweig |
| Německá fotbalová Bundesliga 1965/1966 | 30     | 0    | Eintracht Braunschweig |
| Německá fotbalová Bundesliga 1966/1967 | 32     | 0    | Eintracht Braunschweig |
| Německá fotbalová Bundesliga 1967/1968 | 32     | 0    | Eintracht Braunschweig |
| Německá fotbalová Bundesliga 1968/1969 | 26     | 0    | Eintracht Braunschweig |
| Německá fotbalová Bundesliga 1969/1970 | 33     | 0    | Eintracht Braunschweig |
| Německá fotbalová Bundesliga 1970/1971 | 25     | 0    | Eintracht Braunschweig |
| Německá fotbalová Bundesliga 1971/1972 | 9      | 0    | Eintracht Braunschweig |
| Německá fotbalová Bundesliga 1972/1973 | 22     | 0    | Hertha BSC             |
| Německá fotbalová Bundesliga 1973/1974 | 3      | 0    | Hertha BSC             |
| Německá fotbalová Bundesliga 1974/1975 | 1      | 0    | Hertha BSC             |
| Německá fotbalová Bundesliga 1975/1976 | 21     | 0    | Hertha BSC             |
| Německá fotbalová Bundesliga 1976/1977 | 1      | 0    | Hertha BSC             |
| CELKEM Německá fotbalová Bundesliga    | 243    | 0    |                        |